# Meretrix
Meretrix là một chi ngao nước mặn ăn được trong họ Veneridae. Chúng xuất hiện cả trong các ghi nhận hóa thạch ở Tầng Cenoman.

## Các loài
Các loài được ghi nhận trong chi Meretrix bao gồm: 
- Meretrix lamarckii [2]
- Meretrix lusoria
- Meretrix lyrata
- † Meretrix chalcedonica [3]
- † Meretrix dalli
- † Meretrix faba [4]
- † Meretrix hikoshimensis
- † Meretrix hornii
- † Meretrix indica
- † Meretrix negritosensis
- † Meretrix nuttalliopsis
- † Meretrix persica
- † Meretrix shantii
- † Meretrix stantoni
- † Meretrix subimpressa
- † Meretrix uvasana